# Cynodontidae
Cynodontidae – rodzina słodkowodnych ryb kąsaczokształtnych (Characiformes).

## Występowanie
Ameryka Południowa .

## Cechy charakterystyczne
Ukośne ułożenie otworu gębowego. Dobrze rozwinięte zęby, u niektórych szablaste (do nich nawiązuje nazwa rodziny). Stosunkowo duże płetwy piersiowe. Maksymalna długość 65 cm .

## Klasyfikacja
Rodzaje zaliczane do tej rodziny:
Cynodon – Hydrolycus – Rhaphiodon
Rodzajem typowym jest Cynodon.